# Илия Дончев (офицер)
Илия Дончев Пенев е български инженер, офицер, генерал-лейтенант.

## Биография
Роден е на 8 октомври 1925 г. във варненското село Крумово. Завършва гимназия във Варна. Член на РМС от 1940 г. и на БКП от 1953 г. През 1944 г. е извикан като наборен войник във Въздушни войски. Завършва ШЗО през 1945 г. От 1947 до 1949 г. учи в Държавното противопожарно училище в София. През 1963 г. е назначен за началник на Централното управление на противопожарната охрана при МВР (ЦУПО-МВР). Остава на този пост до 1987 г. За неговата ръководна роля в гасенето на танкера „Ерма“ с указ № 1440 от 30 септември 1977 г. е обявен за герой на социалистическия труд на България. Награждаван е още с орден „Народна република България“ III ст. и II ст., „9 септември 1944 г.“ с мечове II ст., „Народна свобода 1941 – 1944 г.“ II ст., „Червено знаме на труда“, „За гражданска доблест и заслуга“ I ст., съветския „Червена звезда“ и други.

## Книги
- Противопожарна охрана на селското стопанство (1963)
- Противопожарно дело в България (1978)